# Hit by pitch

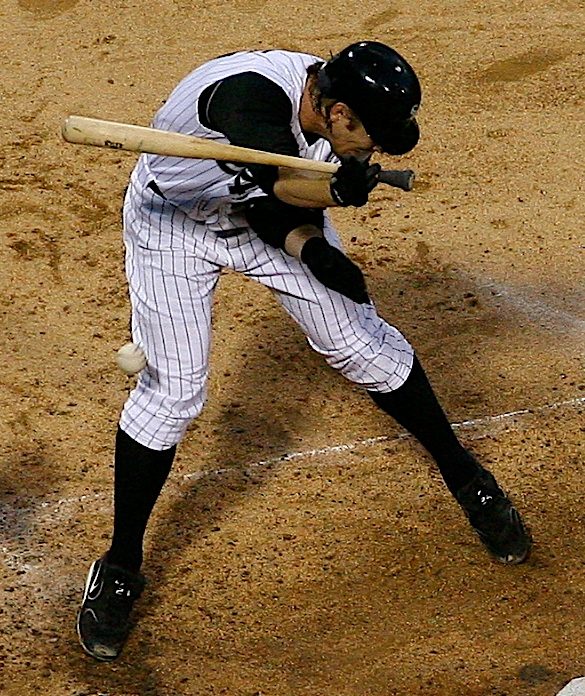
Joe Crede (wówczas w Chicago White Sox) zostaje uderzony narzuconą przez miotacza piłką, po czym udaje się na pierwszą bazę.

Hit by pitch (w skrócie HBP) – w baseballu następuje wówczas gdy narzucona poza strefę strike’ów przez miotacza piłka uderzy w pałkarza. W efekcie pałkarz po takim zagraniu udaje się automatycznie na pierwszą bazę. Jeśli jednak pałkarz przed uderzeniem wykona zamach lub podejmie próbę uniknięcia uderzenia, a piłka go nie uderzy, wtedy sędzia główny ogłasza strike (lub ball).